# Орофіно (Айдахо)
Орофіно (англ. Orofino) — окружний центр округу Клірвотер, штат Айдахо, США. Згідно з переписом 2010 року населення становило 3142 особи, що на 105 осіб менше, ніж 2000 року.

## Географія
Орофіно розташоване за координатами 46°29′14″ пн. ш. 116°15′29″ зх. д. / 46.48722° пн. ш. 116.25806° зх. д. (46.487267, -116.258123). За даними Бюро перепису населення США в 2010 році місто мало площу 6,40 км², з яких 6,03 км² — суходіл та 0,37 км² — водойми.

### Клімат
| Клімат : Орофіно                   | Клімат : Орофіно | Клімат : Орофіно | Клімат : Орофіно | Клімат : Орофіно | Клімат : Орофіно | Клімат : Орофіно | Клімат : Орофіно | Клімат : Орофіно | Клімат : Орофіно | Клімат : Орофіно | Клімат : Орофіно | Клімат : Орофіно | Клімат : Орофіно |
| Показник                           | Січ.             | Лют.             | Бер.             | Квіт.            | Трав.            | Черв.            | Лип.             | Серп.            | Вер.             | Жовт.            | Лист.            | Груд.            | Рік              |
| Абсолютний максимум, °C            | 16,7             | 20,0             | 27,8             | 36,7             | 40,6             | 44,4             | 47,8             | 46,7             | 41,7             | 33,3             | 21,7             | 16,7             | 47,8             |
| Середній максимум, °C              | 3,2              | 7,7              | 13,0             | 17,8             | 22,2             | 26,5             | 31,6             | 32,3             | 26,0             | 17,3             | 7,8              | 2,9              | 17,4             |
| Середній мінімум, °C               | −3,8             | −2,2             | 0,0              | 3,2              | 6,7              | 10,2             | 12,1             | 11,6             | 7,4              | 2,4              | −0,5             | −3,2             | 3,7              |
| Абсолютний мінімум, °C             | −23,9            | −22,8            | −11,1            | −2,8             | −2,2             | 1,7              | 5,0              | 3,9              | −2,2             | −9,4             | −17,2            | −26,1            | −26,1            |
| Норма опадів, мм                   | 74               | 68               | 64               | 61               | 66               | 42               | 27               | 22               | 31               | 50               | 86               | 84               | 675              |
| ---------------------------------- | ---------------- | ---------------- | ---------------- | ---------------- | ---------------- | ---------------- | ---------------- | ---------------- | ---------------- | ---------------- | ---------------- | ---------------- | ---------------- |
| Джерело: NOAA (normals, 1971–2000) |                  |                  |                  |                  |                  |                  |                  |                  |                  |                  |                  |                  |                  |

## Демографія

### Перепис 2010 року
За даними перепису 2010 року, у місті проживало 3 142 особи у 1 167 домогосподарствах у складі 698 родин. Густота населення становила 520,7 ос./км². Було 1 285 помешкань, середня густота яких становила 212,9/км². Расовий склад міста: 91,7 % білих, 0,5 % афроамериканців, 2,5 % індіанців, 1,4 % азіатів, 0,3 % тихоокеанських остров'ян, 1,2 % інших рас, а також 2,4 % людей, які зараховують себе до двох або більше рас. Іспанці та латиноамериканці незалежно від раси становили 4,3 % населення.
Із 1 167 домогосподарств 24,3 % мали дітей віком до 18 років, які жили з батьками; 46,4 % були подружжями, які жили разом; 9,3 % мали господиню без чоловіка; 4,2 % мали господаря без дружини і 40,2 % не були родинами. 34,8 % домогосподарств складалися з однієї особи, у тому числі 17,5 % віком 65 і більше років. У середньому на домогосподарство припадало 2,17 мешканця, а середній розмір родини становив 2,77 особи.
Середній вік жителів міста становив 43,7 року. Із них 17 % були віком до 18 років; 7,2 % — від 18 до 24; 27,3 % від 25 до 44; 28,3 % від 45 до 64 і 20,1 % — 65 років або старші. Статевий склад населення: 58,3 % — чоловіки і 41,7 % — жінки.
Середній дохід на одне домашнє господарство становив 45 114 долари США (медіана — 37 875), а середній дохід на одну сім'ю — 52 404 долари (медіана — 44 500). Медіана доходів становила 38 098 доларів для чоловіків та 25 250 доларів для жінок. За межею бідності перебувало 16,6 % осіб, у тому числі 20,5 % дітей у віці до 18 років та 8,2 % осіб у віці 65 років та старших.
Цивільне працевлаштоване населення становило 866 осіб. Основні галузі зайнятості: освіта, охорона здоров'я та соціальна допомога — 28,1 %, сільське господарство, лісництво, риболовля — 12,8 %, роздрібна торгівля — 11,3 %, мистецтво, розваги та відпочинок — 10,0 %.

### Перепис 2000 року
За даними перепису 2000 року, у місті проживало 3 247 осіб у 1 137 домогосподарствах у складі 767 родин. Густота населення становила 520,2 ос./км². Було 1 279 помешкань, середня густота яких становила 204,9/км². Расовий склад міста: 93,93 % білих, 0,37 % афроамериканців, 2,13 % індіанців, 0,59 % азіатів, 0,09 % тихоокеанських остров'ян, 0,99 % інших рас і 1,91 % людей, які зараховують себе до двох або більше рас. Іспанці та латиноамериканці незалежно від раси становили 2,25 % населення.
Із 1 137 домогосподарств 28,9 % мали дітей віком до 18 років, які жили з батьками; 54,1 % були подружжями, які жили разом; 8,4 % мали господиню без чоловіка, і 32,5 % не були родинами. 27,6 % домогосподарств складалися з однієї особи, у тому числі 12,8 % віком 65 і більше років. У середньому на домогосподарство припадало 2,33 мешканця, а середній розмір родини становив 2,83 особи.
Віковий склад населення: 20,1 % віком до 18 років, 7,9 % від 18 до 24, 30,4 % від 25 до 44, 26,1 % від 45 до 64 і 15,6 % років і старші. Середній вік жителів — 40 року. Статевий склад населення: 57,4 % — чоловіки і 42,9 % — жінки.
Середній дохід домогосподарств у місті становив $30 580, родин — $36 908. Середній дохід чоловіків становив $30 386 проти $20 968 у жінок. Дохід на душу населення в місті був $14 563. Приблизно 7,6 % родин і 12,1 % населення перебували за межею бідності, включаючи 16,3 % віком до 18 років і 7,1 % від 65 і старших.

## Персоналії
- Жанетт Лофф (1906—1942) — американська актриса і співачка.